# Alternativ 2000
Alternativ 2000 (A2000) var ett lokalt politiskt parti som var registrerat för val till kommunfullmäktige i Flens kommun. Partiet var representerat i Flens kommunfullmäktige 1994–2014.
Partiet fick 20,2 procent av rösterna till kommunfullmäktige i valet 2002 och blev därmed med 9 mandat näst största parti i kommunen efter Socialdemokraterna.

## Valresultat
| År   | Röster | %     | Mandat |
| ---- | ------ | ----- | ------ |
| 1994 | 1 613  | 14,5  | 7 / 45 |
| 1998 | 1 760  | 17,58 | 8 / 45 |
| 2002 | 1 969  | 20,18 | 9 / 45 |
| 2006 | 1 198  | 12,09 | 5 / 45 |
| 2010 | 890    | 8,77  | 4 / 45 |